# Garðahorn
Garðahorn är en bergstopp i republiken Island. Den ligger i regionen Västfjordarna, 250 km norr om huvudstaden Reykjavík. Toppen på Garðahorn är 400 meter över havet.
Det finns inga samhällen i närheten.